# Északi Flotta
Az Északi Flotta (oroszul: Северный флот, magyar átírásban: Szevernij flot) az Orosz Haditengerészet egyik flottája, mely Oroszország északi tengeri határainak védelméért felelős. A Barents- és a Norvég-tengeren keresztül képes kijutni az Atlanti- és a Csendes-óceánra.
1933. június 1-jén alakították meg, akkor még Északi Flotilla néven. 1937-ben minősítették át flottává. Központja a Kola-öbölben fekvő Szeveromorszkban található. A flotta fő bázisai a Kola-félsziget északi részének fjordjaiban helyezkednek el. Zászlóshajója a Pjotr Velikij rakétás csatacirkáló. Parancsnoka Nyikolaj Anatoljevics Jevmenov altengernagy (2016 áprilisától).
A flotta hajóállományának gerincét az atommeghajtású ballisztikusrakéta-hordozó tengeralattjárók, rakétás cirkálók és egy repülőgép-hordozó képezi. Az Orosz Haditengerészet nukleáris meghajtású hajóinak többsége (kétharmada) az Északi Flottánál található. A szovjet időszakban a Szovjet Haditengerészet tengeralattjáróinak többsége az Északi Flottában szolgált, akkor több mint 200 tengeralattjáróval rendelkezett.